# ولاد مصباح لكبار (ولاد مصباح)
ولاد مصباح لكبار هو دُوَّار يقع بجماعة بحارة أولاد عياد، إقليم القنيطرة، جهة الرباط سلا القنيطرة في المملكة المغربية. ينتمي الدوّار لمشيخة ولاد مصباح التي تضم 5 دواوير. يقدر عدد سكانه بـ 2148 نسمة حسب الإحصاء الرسمي للسكان والسكنى لسنة 2004.

## روابط خارجية
- البوابة الوطنية للجماعات الترابية
- المندوبية السامية للتخطيط